# 夏月の海に囁く呪文
『夏月の海に囁く呪文』（かげつのうみにささやくじゅもん）は、電撃文庫から刊行されている、雨宮諒のライトノベル。イラストは無し。

## 概要
夢久島という長閑な島に伝わっているという、自分が本来在るべき場所へ誘うという呪文…。その呪文を巡る4作の短編。

## 世界
夢久島という長閑な島。その島には、「海神（わだつみ）」と呼ばれる神が宿るとされる岩が在り、神聖な場所とされていた。

## 登場人物
水本 修一（みずもと しゅういち）
高校生。夢久島にある民宿の息子。演劇部在籍で、どこか周りと異質であると感じ、自分に対し「能面」というイメージを持っている。
赤城 結衣（あかぎ ゆい）
若手天才劇作家。深夜ラジオで「呪文」のことを聞き、夢久島にやってくる。
星野 遥（ほしの はるか）
修一の同級生。演劇部在籍。修一に好意を抱いている。

## あらすじ

### 僕は能面
民宿の息子で、地元の高校に通っている水本修一は、自分は周りの人間とは違う、能面のようなやつだと感じていた。そんなとき、天才劇作家の赤城結衣が、水本家の民宿に宿泊することになる。彼女は、この島に伝わっているという「呪文」を確かめる為、本土からやって来たのだった…。